# Adamantisaurus mezzalirai
Adamantisaurus mezzalirai ("lagarto de Adamantina de Sergio Mezzalira") es la única especie conocida del género extinto Adamantisaurus de dinosaurio saurópodo titanosauriano, que vivió a finales del período Cretácico, hace aproximadamente 75 millones de años, en el Campaniense, en lo que hoy es Sudamérica.

## Descripción
Adamantisaurus fue un saurópodo conocido solo por seis vértebras de la cola. A pesar de los pobres restros encontrados se puede suponer que este dinosaurio era un animal grande, con un cuello y cola largos. Se cree que puede haber sido acorazado, aunque su aspecto general seguirá siendo un misterio hasta que se hallen más fósiles. Se calcula que llegaba a medir 13,00 metros de largo.

## Descubrimiento e investigación
Aunque una mención de los restos del animal fue publicada en 1959, el género no recibió nombre hasta la publicación de su descripción en 2006, a cargo de los paleontólogos brasileños Rodrigo Santucci y Reinaldo Bertini. El género fue bautizado por la Formación Adamantina en el Estado de São Paulo, Brasil, donde fue encontrado, mientras que el nombre de la especie es en honor a Sergio Mezzalira, el geólogo, también brasileño, que halló sus huesos y publicó la noticia. La formación Adamantina es parte del Grupo Bauru de formaciones geológicas. La estratigrafía y edad exacta del Grupo Bauru aún no está establecida, pero probablemente esta formación se formó en algún momento entre las etapas del Turoniense hasta principios del Maastrichtiense en el Cretácico Superior, hace 93 a 70 millones de años. Adamantisaurus compartió la zona de Adamantina con otro género de titanosaurio, Gondwanatitan. El espécimen tipo, el único material conocido del género, consiste en una sección de la cola de la segunda a la séptima vértebra caudal y dos cheurones.

## Clasificación
Como muchos titanosaurianos, solo se conoce un esqueleto incompleto de Adamantisaurus, haciendo que sus relaciones exactas sean difíciles de establecer. Sin embargo, parece ser más derivado que Malawisaurus basándose en las articulaciones de bola y cavidad de las vértebras cola. Todos los titanosaurios, al menos tan derivados como Malawisaurus son miembros del clado Lithostrotia.
Si bien no es pariente cercano de Saltasaurus, sin embargo, se han observado semejanzas con Aeolosaurus y el titanosauriano del Grupo Bauru conocida antes como el " Titanosaurio de Peirópolis", ahora llamado Trigonosaurus. Adamantisaurus se asemeja a Aeolosaurus, un pariente cercano de Gondwanatitan, en algunos aspectos. Adamantisaurus no puede ser directamente comparado con Brasilotitan, el otro género de la misma formación.